# 1988 في إسرائيل
فيما يلي قوائم الأحداث التي وقعت خلال عام 1988 في إسرائيل.

## سياسة

### تعيين في المنصب
- 18 أبريل – مردخاي غور وزير بدون حقيبة وزارية،عضو الكنيست [الإنجليزية]‏.
- 18 أبريل – موشيه آرنز وزير بدون حقيبة وزارية،عضو الكنيست [الإنجليزية]‏.
- 29 أغسطس – أهارون أبوهاتزيرا عضو الكنيست [الإنجليزية]‏،عضو الكنيست [الإنجليزية]‏.
- 31 أكتوبر – أوري صباغ عضو الكنيست [الإنجليزية]‏.
- 21 نوفمبر – أفنير شاكي عضو الكنيست [الإنجليزية]‏،وزير بدون حقيبة وزارية.
- 21 نوفمبر – إسحاق رابين عضو الكنيست [الإنجليزية]‏.
- 21 نوفمبر – إيهود أولمرت عضو الكنيست [الإنجليزية]‏،وزير بدون حقيبة وزارية.
- 21 نوفمبر – بنيامين نتانياهو عضو الكنيست [الإنجليزية]‏،نائب وزير الخارجية ‏.
- 21 نوفمبر – بيني بيغن عضو الكنيست [الإنجليزية]‏.
- 21 نوفمبر – تساحي هنغبي عضو الكنيست [الإنجليزية]‏.
- 21 نوفمبر – حاييم رامون عضو الكنيست [الإنجليزية]‏.
- 21 نوفمبر – دان مريدور عضو الكنيست [الإنجليزية]‏.
- 21 نوفمبر – رحبعام زئيفي عضو الكنيست [الإنجليزية]‏.
- 21 نوفمبر – رفائيل إيتان عضو الكنيست [الإنجليزية]‏.
- 21 نوفمبر – رؤوفين ريفلين عضو الكنيست [الإنجليزية]‏.
- 21 نوفمبر – شمعون شتريت عضو الكنيست [الإنجليزية]‏.
- 21 نوفمبر – شولاميت ألوني عضو الكنيست [الإنجليزية]‏.
- 21 نوفمبر – عمير بيرتز عضو الكنيست [الإنجليزية]‏.
- 21 نوفمبر – موشيه غافني عضو الكنيست [الإنجليزية]‏.
- 21 نوفمبر – نواف مصالحة عضو الكنيست [الإنجليزية]‏.
- 21 نوفمبر – يوسي بيلين عضو الكنيست [الإنجليزية]‏.
- 22 ديسمبر – شمعون بيريز وزير المالية الإسرائيلي  [لغات أخرى]‏.

### انتهاء فترة المنصب
- 29 أغسطس – أهارون أبوهاتزيرا عضو الكنيست [الإنجليزية]‏،عضو الكنيست [الإنجليزية]‏.
- 21 نوفمبر – أبا إيبان عضو الكنيست [الإنجليزية]‏.
- 21 نوفمبر – أفنير شاكي عضو الكنيست [الإنجليزية]‏.
- 21 نوفمبر – أمل نصر الدين عضو الكنيست [الإنجليزية]‏.
- 21 نوفمبر – أوري صباغ عضو الكنيست [الإنجليزية]‏.
- 21 نوفمبر – إسحاق رابين عضو الكنيست [الإنجليزية]‏.
- 21 نوفمبر – إيهود أولمرت عضو الكنيست [الإنجليزية]‏.
- 21 نوفمبر – حاييم رامون عضو الكنيست [الإنجليزية]‏.
- 21 نوفمبر – دان مريدور عضو الكنيست [الإنجليزية]‏.
- 21 نوفمبر – رفائيل إيتان عضو الكنيست [الإنجليزية]‏.
- 21 نوفمبر – زيدان عطشي عضو الكنيست [الإنجليزية]‏.
- 21 نوفمبر – شمعون بن شلومو عضو الكنيست [الإنجليزية]‏.
- 21 نوفمبر – شولاميت ألوني عضو الكنيست [الإنجليزية]‏.
- 21 نوفمبر – مائير كاهانا عضو الكنيست [الإنجليزية]‏.
- 21 نوفمبر – مردخاي غور عضو الكنيست [الإنجليزية]‏.
- 21 نوفمبر – موشيه آرنز عضو الكنيست [الإنجليزية]‏،وزير بدون حقيبة وزارية.
- 21 نوفمبر – ميريام جليزر تعاسة عضو الكنيست [الإنجليزية]‏.
- 21 نوفمبر – يوسف بورغ عضو الكنيست [الإنجليزية]‏.
- 22 ديسمبر – إسحاق موداعي وزير بدون حقيبة وزارية.
- 22 ديسمبر – شوشانا أربيلي ألموزلينو وزير الصحة  [لغات أخرى]‏.
- 22 ديسمبر – عيزر فايتسمان وزير بدون حقيبة وزارية.
- 23 ديسمبر – شمعون بيريز وزير الخارجية الإسرائيلي  [لغات أخرى]‏.

## ظهور
- 1 أكتوبر – عروتس شيفع

## أفلام
من الأفلام التي صدرت هذه السنة في إسرائيل:
- 1 يناير – النسر الحديدي 2 من إخراج Sidney J. Furie [الإنجليزية]‏.

## مواليد

### يناير
- 14 يناير – كيرين شلومو لاعبة كرة مضرب إسرائيلية.

### فبراير
- 18 فبراير – بيبراس ناتخو لاعب كرة قدم إسرائيلي.

### مارس
- 4 مارس – غال ميكيل لاعب كرة سلة إسرائيلي.

### أبريل
- 6 أبريل – آلاء حمدان مخرجة ومصورة وصانعة أفلام فلسطينية.

### مايو
- 2 مايو – بيرم كيال لاعب كرة قدم إسرائيلي.

### يونيو
- 22 يونيو – أومري كاسبي لاعب كرة سلة إسرائيلي.

### سبتمبر
- 10 سبتمبر – أفي ريكان لاعب كرة قدم إسرائيلي.

### نوفمبر
- 20 نوفمبر – ليران كوهنر

## وفيات

### أبريل
- 16 أبريل – خليل الوزير (مواليد 1935) سياسي فلسطيني.